# (215868) Rohrer
(215868) Rohrer est un astéroïde de la ceinture principale.

## Description
(215868) Rohrer est un astéroïde de la ceinture principale. Il fut découvert le 12 mars 2005 à Gnosca par Stefano Sposetti. Il présente une orbite caractérisée par un demi-grand axe de 2,34 UA, une excentricité de 0,04 et une inclinaison de 0,5° par rapport à l'écliptique.

## Compléments